# Resistance (miniserie)
Resistance (lanzada como Rebellion Season 2 en Netflix) es una miniserie de 2019 escrita por Colin Teevan para la emisora irlandesa RTÉ, que dramatiza los eventos que rodean la Guerra de Independencia de Irlanda.
Ambientada durante la época del Domingo Sangriento en 1920, es una secuela de la miniserie de 2016 Rebellion, que recrea Alzamiento de Pascua de 1916.

## Producción
El rodaje comenzó en octubre de 2016. La serie comenzó a emitirse por Netflix el 22 de febrero de 2019.

## Reparto

### Personajes que regresan deRebellion.
- Brian Gleeson - Jimmy Mahon, un veterano de 1916 que ahora sirve con el IRA.
- Jordanne Jones - Minnie Mahon
- Jaeylynne Wallace Ruane - Sadie Mahon
- Millie Donnelly - Gracie Mahon
- Michael Ford-FitzGerald - Harry Butler, banquero rico de quien el gobierno rebelde busca fondos.
- Gavin Drea - Michael Collins, Director de Inteligencia de IRA, un líder carismático y testarudo. (Collins fue interpretado por Sebastian Thommen en Rebellion )

### Nuevos personajes
- David Wilmot - Patrick (Paddy) Mahon, el hermano de Jimmy, un miembro de la Royal Irish Constabulary.
- Stanley Townsend : Daniel Shea, un senador estadounidense de origen irlandés, simpatiza con el movimiento de independencia.
- Conall Keating - Donal Bradley, pistolero IRA.
- Simone Kirby - Ursula Sweeney, descifradora de códigos del Castillo de Dublín
- Aoife Duffin - Éithne Drury, periodista republicana
- Natasha O'Keeffe - Agnes Moore, hermana de Ursula, abogada que trabaja en los tribunales de Dáil
- Catherine Walker - Constance Butler, simpatizante republicana; esposa de harry
- Fergal McElherron : Maurice Jacobs, abogado y agente del gobierno rebelde.
- Ben Smith - Robbie Lennox, periodista inglés y socialista. Basado en el histórico F. Digby Hardy.
- Andrew Bennet - Arthur Griffith, Ministro de Asuntos Internos y Vicepresidente del Sinn Féin
- Craig Parkinson - Capitán David McLeod, soldado británico.
- Conor MacNeill - Diarmuid McWilliams, periodista republicano.
- Aoibhínn McGinnity - Josephine Carmichael, cantante de cabaret y la amante de Harry Butler.
- Matthew Hopkinson - Albert Finlay, un negro y caqui
- Paul Ritter - General Ormonde Winter, Jefe de Inteligencia en el Castillo de Dublín
- Hugh O'Conor - Dr. Lawrence Moore, médico con simpatías republicanas. Marido a Inés.
- Imogen Doel - Lily Lawlor, mecanógrafa en el castillo de Dublín
- Barbara Bergin - Sra. Lyons, casera
- Brian Doherty - Frank Brogan, líder de IRA

## Episodios
| Núm. | Título    | Fecha de emisión original |
| 1    | Episode 1 | 6 de enero de 2019        |
| ---- | --------- | ------------------------- |
|      |           |                           |
| 2    | Episode 2 | 13 de enero de 2019       |
|      |           |                           |
| 3    | Episode 3 | 20 de enero de 2019       |
|      |           |                           |
| 4    | Episode 4 | 27 de enero de 2019       |
|      |           |                           |
| 5    | Episode 5 | 3 de febrero de 2019      |
|      |           |                           |

## Recepción
El primer episodio fue criticado por apartarse del hecho histórico; Teevan ya se había resignado a eso, admitió en una entrevista con The Irish Times.
The Irish Catholic criticaron lo que llamaron el argumento secundario "monjas desagradables"; en el evento histórico en el que se basó la trama de la adopción, Josephine Marchment Brown, una viuda que trabaja en Victoria Barracks, Cork perdió la custodia de su hijo ante sus suegros que llevaron al niño a Gales. El IRA secuestró al niño de regreso por ella a cambio de que les pasara información. Las adopciones extranjeras de hogares de madres y bebés, del tipo representado en la Resistencia, no comenzaron hasta la década de 1940.
Chris Wasser, del Irish Independent, premió el primer episodio con tres estrellas y dijo: "Lo que tenemos aquí es un drama razonablemente capaz y competente que, aunque en general, sugiere que podríamos enfrentarnos a una carrera más fuerte y más dura que la última vez". [...] No es tan vital ni tan emocionante como debe ser, y la dirección plana de Catherine Morshead no ayuda. Pero hay algo aquí ".
El sitio web IrishCentral fue más positivo y dijo: "El primer episodio de Resistance se trama deliciosamente con lealtad, traición, ironía, pero, sobre todo, la valentía de los habitantes de Dublín comunes que asumen el mayor servicio de inteligencia del mundo y, como la historia nos dice, finalmente victorioso. La resistencia no se puede perder ".